# Aymar de La Voute (mort en 1395)
Pour les articles homonymes, voir Aymar de La Voulte.
Aymar de La Voute ou La Voulte, mort à Avignon vers octobre 1395, est un ecclésiastique du XIVe siècle, successivement évêque de Limassol (Chypre), de Grasse et de Marseille (1379-1395). Il est probablement issu d'une branche de la maison d'Anduze.

## Biographie

### Origines
Les origines d'Aymar ou Aimar de La Voute ou La Voulte ne sont pas précisément connues. Il pourrait être issu des Bermond d'Anduze, du Languedox, une branche de la famille d'Anduze.
Joseph Hyacinthe Albanés (1894) indique que selon Baluze (XVIIe siècle), il pourrait être le fils de Bermond [III] d'Anduze (mort après 1368), seigneur de la Voulte, et de sa première épouse, Éléonore de Poitiers, fille du comte de Valentinois Aymar [V] de Poitiers. On retrouve la même généalogie chez Auguste Roche (1894).
Jules Chevalier, dans une note de son Essai historique sur l'église et la ville de Die (1896), corrige une généalogie des Bermond d'Anduze, donnée par M. de Gallier, dans la Revue du Dauphiné et de Vivarais : « Une branche de cette famille (les Anduze) s'implanta dans le Vivarais, où Pierre Bermond d'Anduze contracta, vers le commencement du XIIIe siècle, une riche alliance, en épousant Josserande, fille d'Aymar II de Poitiers, comte de Valentinois, et de Philippa de Fay. De ce mariage naquit, entre autres enfants, Roger Bermond, seigneur de la Voulte […] et père de Bermond. Bermond II d'Anduze [eut] : 1° Bermond III, seigneur de la Voulte […] 2° Guillaume de la Voulte, chevalier, seigneur de Saint-Martin et de la vallée de Castillon, au diocèse d'Apt, qui fut le père de Guillaume de la Voulte, évêque de Valence et de Die (1378-83) et d'Aymar de la Voulte, évêque de Marseille (1379-95) ».
Selon Chevalier (1896), il serait le frère de Guillaume de La Voute († 1392), successivement évêque Toulon (1364), Marseille (1368), Valence et Die (1378), et Albi (1383).

### Carrière religieuse
Il fut nommé le 18 août 1267 évêque de Limassol dans l’île de Chypre où il passa sept ans. Il est nommé évêque de Grasse le 9 octobre 1374, puis évêque de Marseille en 1379.
À Marseille il répartit le nombre de prêtres en fonction de la population de chaque paroisse. En 1382 il fut conseiller de Louis Ier de Naples et le 18 juin 1385 il rendit hommage à Louis II d’Anjou à Avignon entre les mains de Marie de Blois. En 1390 il autorisa un service divin dans la nouvelle église de Château-Gombert sans préjudice du droit paroissial de la commune d’Allauch dont dépendaient alors les habitants de Château-Gombert.
À la fin de son épiscopat les rapports se tendent avec les marseillais ; il réside à Saint-Cannat et à Avignon. Le chapitre de la Cathédrale de la Major à Marseille lui reproche la perte de quelques livres et d’ornements sacerdotaux. Après arbitrage de l’évêque d’Albi, Aymar de La Voute fit le 8 octobre 1395 un don à la cathédrale à l’occasion de la rédaction de son testament.
La date exacte de son décès n’est pas précisément connue, mais elle se situerait en 1395.